# Praseodymi(III) oxalat
Praseodymi(III) oxalat là một hợp chất vô cơ của kim loại praseodymi và acid oxalic với công thức hóa học Pr2(C2O4)3. Hợp chất tạo thành tinh thể màu lục, không tan trong nước.

## Điều chế
Phản ứng của muối praseodymi với acid oxalic sẽ tạo ra kết tủa:
{\displaystyle {\mathsf {2Pr(NO_{3})_{3}+3(COOH)_{2}\ \xrightarrow {} \ Pr_{2}(C_{2}O_{4})_{3}\downarrow +6HNO_{3}}}}

## Tính chất
Praseodymi(III) oxalat tạo thành tinh thể màu lục, tan ít trong nước.
Hợp chất tạo thành tinh thể Pr2(C2O4)3·10H2O màu lục nhạt. Tetrahydrat Pr2(C2O4)3·4H2O màu lục có các hằng số mạng tinh thể a = 0,86358 nm, b = 0,95356 nm, c = 1,6885 nm. Hexahydrat Pr2(C2O4)3·6H2O có hai dạng:
- Dạng màu vàng thuộc hệ tinh thể đơn nghiêng, cấu trúc giống Bi2(C2O4)3·6H2O, các hằng số mạng tinh thể a = 0,98834 nm, b = 0,82811 nm, c = 1,01818 nm, β = 99,053°.
- Dạng màu lục thuộc hệ tinh thể ba nghiêng, các hằng số mạng tinh thể a = 0,60367 nm, b = 0,76222 nm, c = 0,89353 nm, α = 98,33°, β = 99,814°, γ = 96,734°.[1]

Decahydrat bị phân hủy từng bước khi đun nóng:
{\displaystyle {\mathsf {Pr_{2}(C_{2}O_{4})_{3}\cdot 10H_{2}O\ {\xrightarrow[{-H_{2}O}]{T}}\ Pr_{2}(C_{2}O_{4})_{3}\ \xrightarrow {T} \ Pr_{2}O(CO_{3})_{2}\ \xrightarrow {T} \ Pr_{2}O_{2}CO_{3}\ \xrightarrow {800^{o}C} \ Pr_{6}O_{11}}}}

## Ứng dụng
Praseodymi(III) oxalat được coi là một chất trung gian trong quá trình tổng hợp praseodymi. Nó cũng được sử dụng để tạo màu cho một số loại thủy tinh và men. Nếu trộn với một số vật liệu khác, hợp chất này sẽ tạo cho thủy tinh màu vàng đậm.

## Hợp chất khác
Pr2(C2O4)3 còn tạo một số hợp chất với N2H4, như:
- Pr2(C2O4)3·4N2H4·nH2O là tinh thể màu lục nhạt[7];
- Pr2(C2O4)3·12N2H4·4H2O là tinh thể trong suốt cỡ lớn, tan ít trong nước, tan trong acid khoáng, D = 2,874 g/cm³.[8].

Các phức Pr2(C2O4)3·5,1N2H4·7H2O, Pr2(C2O4)3·3,5N2H4·6H2O và Pr2(C2O4)3·3N2H4·10H2O cũng đã được biết đến, chúng đều có màu lục nhạt. Phức Pr2(C2O4)3·xN2H4·yH2O với các cặp sau cũng đã được phát hiện:
- x = 4–6, y = 6–10;
- x = 3,5–4, y = 6–10;
- x = 2,5–3, y = 8–10.[2]